# Victor Frunză
Victor Frunză (n. 8 iunie 1935, comuna Dumitrești, județul Râmnicu-Sărat – d. 27 iulie 2007, Aarhus, Danemarca) a fost un scriitor, disident și jurnalist român.

## Biografie
Victor Frunză s-a născut la 8 iunie 1935, în comuna Dumitrești, pe atunci jud. Râmnicu-Sărat, azi județul Vrancea. A urmat școala primară în comuna natală și Liceul Economic din Râmnicu Sărat. În anul 1952, imediat după absolvirea liceului, se înscrie la facultatea de ziaristică din București (1952-1953) și apoi la facultatea de ziaristică a Universității "Lomonosov" din Moscova (1953-1958). A lucrat ca redactor și realizator de emisiuni culturale la Radiodifuziunea Română (1958-1978), apoi la Televiziunea Română (1968-1971). A fost profesor de jurnalism audio-vizual la facultatea de ziaristică în cadrul Academiei "Ștefan Gheorghiu", București.

## Disidența și emigrația
În 1978 publică prin intermediul agenției de știri Reuters o scrisoare critică la adresa regimului de dictatură din R.S.R.. Anchetat și expulzat din țară în 1980, se stabilește, împreună cu soția și fiul său, la Århus, Danemarca. Înființează editura “Nord”, care din 1989 va avea denumirea “Victor Frunză – EVF”. Editează revista de studii asupra fenomenului politic românesc: Alergătorul de la Marathon”. Publică o seamă de lucrări politice și istorice, între care eseurile consacrate drepturilor și libertăților omului, “Pentru drepturile omului în România”, Danemarca, 1982, și ampla lucrare istorică consacrată comunismului românesc "Istoria P.C.R." Danemarca, 1984.
La începutul anului 1981 Securitatea avea intenția să-l asasineze și pe el, alături de Emil Georgescu, care lucra la Europa Liberă.

## Opera literară si istorică
După 1989, revine în România, unde tipărește o ediție jubiliară a poeziilor lui Mihai Eminescu. Pe lângă publicațiile editoriale amintite mai sus, este autorul unor volume de versuri (cum ar fi “Globul din stânga”, 1968),  proză (“Privegheați lângă privighetori”, 1971), proză turistică ("Muzeu Sentimental", 1974) teatru (“Marea gară nouă”, 1974), istorie (“Istoria stalinismului în România”, 1990, “Istoria comunismului în România”, 2000). Cea mai recentă apariție editorială: “Destinul unui condamnat la moarte: Pamfil Șeicaru” (EVF, 2001). În "Alergătorul de la Marathon" mai publicase texte referitoare la Pamfil Șeicaru.

## Scrieri
- Istoria Partidului Comunist Român, Editura Nord, Aarhus, Danemarca, 1984[4]
- Istoria stalinismului în România, Editura Humanitas, 1990 (Lucrarea reprezintă ediția a II-a a cărții „Istoria Partidului Comunist Român”, apărută în limba româna, la editura Nord din Aarhus, Danemarca, în 1984)[4]

## Afilieri
Este membru fondator al Alianței Civice (1990), membru în Consiliul Național (din 1995), membru al Senatului AC (2000).

## Sfârșitul vieții
În ultimii ani ai vieții Victor Frunză a participat la numeroase colocvii, conferințe și simpozioane literare sau istorice, printre care "Școala de vară" a Memorialul victimelor comunismului de la Sighet. A ajutat numeroși tineri autori, cercetători sau publiciști să se lanseze, primindu-i și sfătuindu-i "părintește" în biroul editurii sale din Calea Moșilor. Urna cu cenușa lui Victor Frunză a fost dusă la 1 octombrie 2007 în România de familia sa. Soția, Natela, și fiul, Dan, au transportat urna la Râmnicu Sărat, unde la 6 octombrie a avut loc o slujbă de pomenire, după care cenușa a fost răspândită în apele râului râului Râmnic. Scriitorul Dumitru Ion Dincă, unul dintre executorii testamentari ai lui Victor Frunză, a declarat că "cea din urmă dorință a marelui ziarist și dizident politic a fost ca cenușa să revină în locurile de unde și-a tras seva".

## Memorie
În data de 31.01.2012, prin hotărârea Consiliului Local, Grupul Școlar Industrial din Râmnicu Sărat își schimbă numele în Liceul Tehnologic “Victor Frunză”.